# Daniel Cleary
Daniel Michael Thomas Cleary (* 18. Dezember 1978 in Carbonear, Neufundland und Labrador) ist ein ehemaliger kanadischer Eishockeyspieler, der im Verlauf seiner aktiven Karriere zwischen 1994 und 2017 unter anderem 1059 Spiele für die Chicago Blackhawks, Edmonton Oilers, Phoenix Coyotes und Detroit Red Wings in der National Hockey League auf der Position des rechten Flügelstürmers bestritten hat. Mit den Detroit Red Wings gewann Cleary im Jahr 2008 den Stanley Cup.

## Karriere

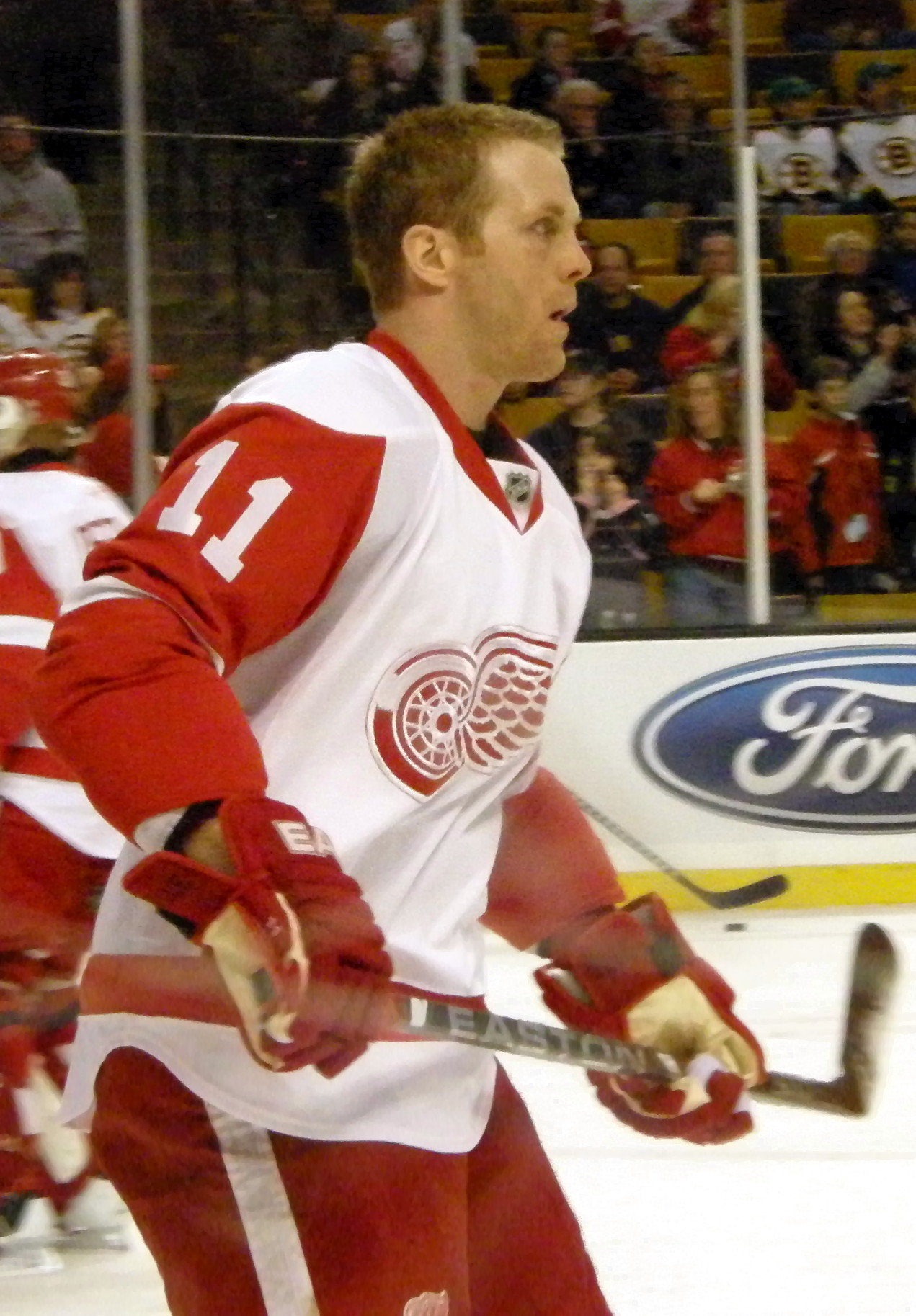
Cleary im Trikot der Detroit Red Wings

Daniel Cleary begann seine Karriere 1994 in der kanadischen Juniorenliga Ontario Hockey League, wo er für die Belleville Bulls spielte. Gleich in seiner ersten Saison konnte er überzeugen und erzielte 81 Punkte in 62 Spielen. Im Jahr darauf konnte er sich steigern und kam auf 115 Punkte. Er wurde für seine guten Leistungen in das First All-Star Team der OHL gewählt. In der Spielzeit 1996/97 ließ seine Punktausbeute leicht nach, trotzdem wurde er von den Chicago Blackhawks aus der National Hockey League in der ersten Runde des NHL Entry Draft 1997 an 13. Position ausgewählt.
Der Stürmer gab gleich zu Beginn der Saison 1997/98 sein Debüt in der National Hockey League, wurde aber nach sechs Spielen wieder zurück in die OHL geschickt. Hinzu kamen noch vier Spiele für die Indianapolis Ice, einem Farmteam der Blackhawks, in der International Hockey League. In der Saison 1998/99 absolvierte er 35 Spiele für die Blackhawks in der NHL, kam aber auch zu Einsätzen für deren Farmteam in der American Hockey League, den Portland Pirates, ehe er im März 1999 zu den Edmonton Oilers transferiert wurde. Er bestritt den Rest der Saison in der AHL bei den Hamilton Bulldogs.
Im Verlauf der Spielzeit 1999/2000 kam Cleary nur vereinzelt zu Einsätzen für die Oilers. Stattdessen konnte er sein Können in der AHL unter Beweis stellen. In 58 Spielen erreichte er 74 Punkte und wurde ins Second All-Star Team der AHL gewählt. In den folgenden drei Jahren gehörte er dann aber zum festen Kader der Edmonton Oilers. Im Sommer 2003 wurde ihm jedoch sein noch laufender Vertrag ausbezahlt (buy-out) und das Team trennte sich von Cleary. Er unterschrieb daraufhin bei den Phoenix Coyotes, für die er die Saison 2003/04 bestritt.
Aufgrund des Lockouts und der damit verbundenen Absage der NHL-Saison 2004/05 wechselte Cleary in die schwedische Elitserien zu Mora IK. Nach seiner Rückkehr nach Nordamerika war der Kanadier zunächst ohne Vertrag, konnte sich jedoch im Trainingscamp der Detroit Red Wings durchsetzen und bestritt die Saison 2005/06 hauptsächlich in deren dritten oder vierten Sturmreihe. Im Sommer 2006 erhielt er von den Red Wings einen neuen Vertrag über zwei Jahre. Cleary konnte auch sofort überzeugen und spielte seine beste Saison, da er 20 Tore erzielte und weitere 20 vorbereiten konnte. Zudem zog er mit den Red Wings in den Playoffs bis ins Finale der Western Conference ein. In der Saison 2007/08 knüpfte Cleary an die guten Leistungen des Vorjahrs an und konnte seine persönliche Bestmarke von 40 Scorerpunkten bereits im 56. Saisonspiel einstellen, jedoch brach er sich im folgenden Spiel den Kiefer und fiel sechs Wochen lang aus. Nach seiner Rückkehr Ende März 2008 konnte er seinen persönlichen Rekord in den verbleibenden Spielen noch auf 42 Punkte ausbauen. In den darauffolgenden Playoffs gelang ihm als erstem gebürtigem Neufundländer überhaupt der Gewinn des Stanley Cups.
Cleary verblieb zunächst bis zum Ende der Saison 2014/15 im Kader Detroits und wurde hauptsächlich in Unterzahlsituationen eingesetzt, außerdem spielte er mehrere Jahre mit Kris Draper und Kirk Maltby in der Checking Line. Nach zehn Jahren im NHL-Aufgebot der Red Wings wurde Cleary im Vorfeld der Saison 2015/16 erstmals an das AHL-Farmteam, die Grand Rapids Griffins, abgegeben. Dort verbrachte der Angreifer die beiden Spieljahre bis zum Sommer 2017, wobei er in der Spielzeit 2016/17 keine Spiele mehr absolvierte und stattdessen eine Rolle als Mentor für die jüngeren Spieler im Kader übernahm. Nach dem Gewinn des Calder Cups im Juni 2017 beendete Cleary im Alter von 38 Jahren seine aktive Karriere.

### International
Sein Heimatland vertrat Cleary bei der Weltmeisterschaft 2002 in Schweden. Dort erreichte er mit den Kanadiern den sechsten Platz. In sieben Turnierspielen kam der Stürmer dabei auf drei Scorerpunkte. Darunter befanden sich zwei Tore.

## Erfolge und Auszeichnungen
| - 1995 OHL First All-Rookie Team - 1995 CHL All-Rookie Team - 1996 OHL First All-Star Team - 1996 CHL Second All-Star Team | - 1997 OHL First All-Star Team - 2000 AHL All-Star Classic - 2000 AHL Second All-Star Team - 2008 Stanley-Cup-Gewinn mit den Detroit Red Wings |

## Karrierestatistik

### International
Vertrat Kanada bei:
- Weltmeisterschaft 2002